# 엔데나사우루스

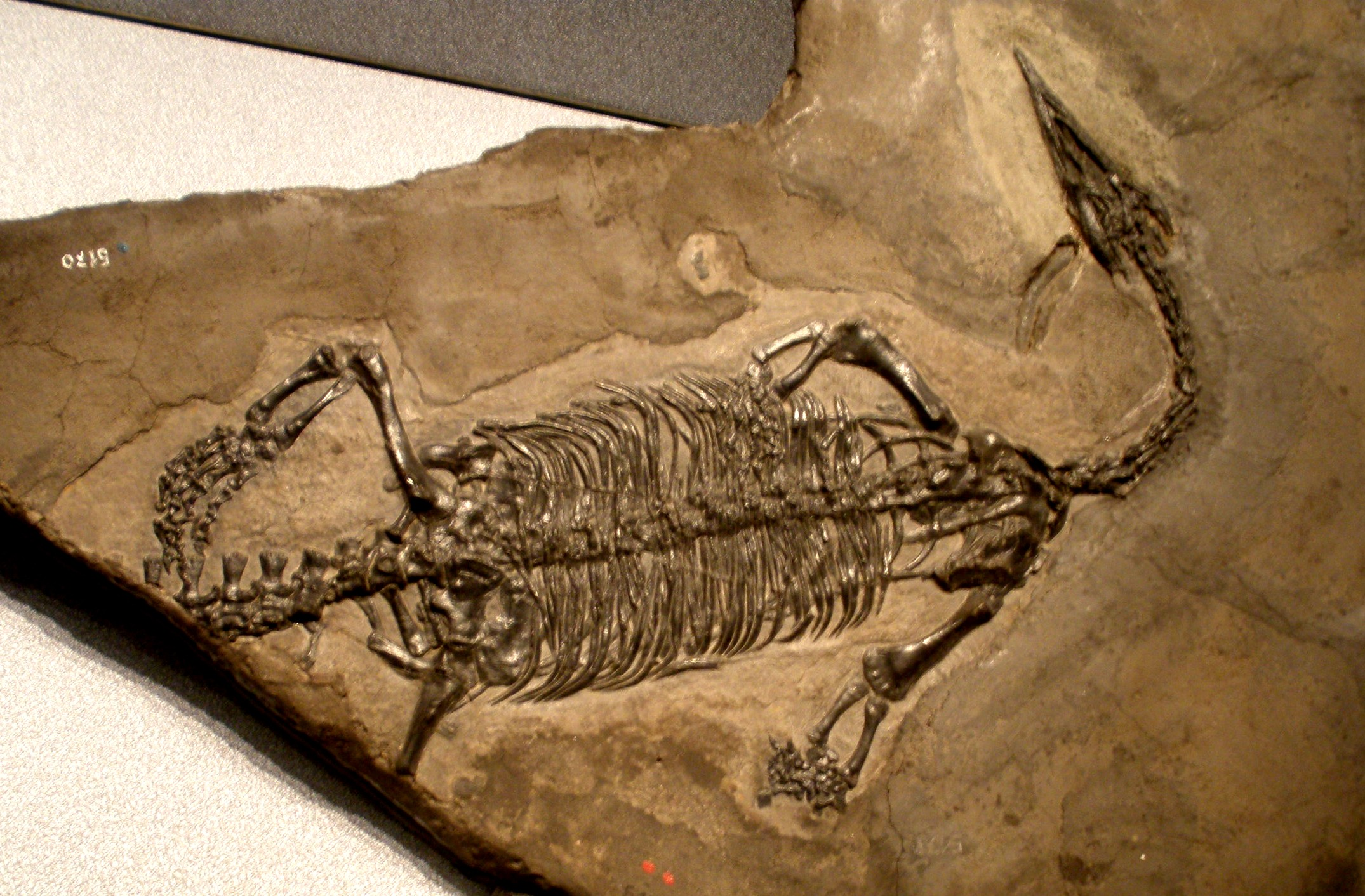

엔데나사우루스(학명:Endennasaurus acutirostris)는 기룡목 텔레토사우루스과에 속하는 기룡이다. 지금은 멸종된 종으로 몸길이가 4~6m인 거대한 기룡에 속한다.

## 특징
엔데나사우루스는 기룡에 속하는 공룡인만큼 긴 목과 긴 꼬리를 가진 것이 특징이다. 양턱에는 총 15~20개의 크고 날카로운 이빨이 나 있으며 이를 통해 먹이를 사냥했을 것으로 보인다. 발은 물갈퀴의 모습으로 진화하였으며 이는 수중에서 빠른 유영을 하는 데에 도움을 줬을 것으로 보인다. 또한 꼬리의 뒷면에는 원호의 모양을 가진 돛이 달려 있으며 이는 엔데나사우루스만의 독특한 특징이 된다. 먹이로는 당대에 서식했던 물고기, 갑각류, 무척추동물 등을 주로 잡아먹고 살았을 육식성의 공룡으로 추정된다.

## 생존시기와 서식지와 화석의 발견
엔데나사우루스가 생존하던 시기는 중생대의 트라이아스기 후기로 지금으로부터 2억년전~1억 8천만년전에 생존했던 공룡이다. 생존했던 시기에는 유럽을 중심으로 하는 대서양과 지중해에 주로 서식했던 공룡이다. 화석의 발견은 1984년에 유럽의 트라이아스기에 형성된 지층에서 유럽의 고생물학자들에 의해 처음으로 화석이 발견되어 새롭게 명명된 종이며 화석이 처음으로 발견된 유럽의 국가로는 이탈리아가 된다.

## 같이 보기
- 파충류
- 중생대
- 트라이아스기
- 기룡
- 공룡
- 화석